# Faxonanthus
Faxonanthus es un género con una sola especie, Faxonanthus pringlei, de plantas de flores perteneciente a la familia Scrophulariaceae. 
- Datos: Q10280369